# Buxières-sous-Montaigut
Buxières-sous-Montaigut is een gemeente in het Franse departement Puy-de-Dôme (regio Auvergne-Rhône-Alpes) en telt 246 inwoners (2005). De plaats maakt deel uit van het arrondissement Riom.

## Geografie
De oppervlakte van Buxières-sous-Montaigut bedraagt 11,0 km², de bevolkingsdichtheid is 22,4 inwoners per km².
De onderstaande kaart toont de ligging van Buxières-sous-Montaigut met de belangrijkste infrastructuur en aangrenzende gemeenten.

## Demografie
Onderstaande figuur toont het verloop van het inwonertal (bron: INSEE-tellingen).